# Dom przy ul. Piastów 1 w Nowej Rudzie
Dom przy ul. Piastów 1 w Nowej Rudzie – budynek mieszkalny, dwukondygnacyjny z 1815 r. we wschodniej pierzei ulicy, zbudowany na miejscu dawnych domów podcieniowych, na zrębie starszych budynków, o czym świadczy jego skomplikowany rzut. Dom przebudowany w XX wieku reprezentuje tradycyjne lokalne budownictwo.
Przy ul. Piastów znajduje się jeszcze kilka zabytkowych domów o numerach: 5, 7, 19, 21, 23, 25, 27.